# Kophobelemnon affine
Kophobelemnon affine är en korallart som beskrevs av Studer 1894. Kophobelemnon affine ingår i släktet Kophobelemnon och familjen Kophobelemnidae. Inga underarter finns listade i Catalogue of Life.